# IJshockey Nederland
IJshockey Nederland (Eishockey Niederlande), bis 2017 Nederlandse IJshockey Bond (Niederländischer Eishockeybund) ist der nationale Eishockeyverband der Niederlande.

## Geschichte
Der Verband wurde am 20. Januar 1935 in die Internationale Eishockey-Föderation aufgenommen. Der Verband gehört zu den IIHF-Vollmitgliedern. Aktueller Präsident ist Joop Vullers. 
Der Verband kümmert sich überwiegend um die Durchführung der Spiele der niederländischen Eishockeynationalmannschaft sowie der Frauen-Nationalmannschaft und der Junioren-Mannschaften. Zudem organisiert der Verband den Spielbetrieb auf Vereinsebene, unter anderem in der Eredivisie.